# Lapenche
Lapenche (okzitanisch: La Pencha) ist eine französische Gemeinde mit 282 Einwohnern (Stand: 1. Januar 2022) im Département Tarn-et-Garonne in der Region Okzitanien (bis 2015: Midi-Pyrénées). Sie gehört zum Arrondissement Montauban und ist Teil des Kantons Quercy-Rouergue (bis 2015: Kanton Montpezat-de-Quercy). Die Einwohner werden Lapinchois genannt.

## Geographie
Lapenche liegt etwa 29 Kilometer nordnordöstlich von Montauban. Das Gemeindegebiet wird vom Flüsschen Candé durchquert, das zur Lère entwässert. Umgeben wird Lapenche von den Nachbargemeinden Belfort-du-Quercy im Norden, Puylaroque im Nordosten, Cayriech im Osten, Caussade im Süden sowie Montalzat im Westen.

## Bevölkerungsentwicklung
| Jahr      | 1962 | 1968 | 1975 | 1982 | 1990 | 1999 | 2006 | 2013 |
| --------- | ---- | ---- | ---- | ---- | ---- | ---- | ---- | ---- |
| Einwohner | 231  | 233  | 212  | 192  | 174  | 163  | 167  | 254  |